# امیلی تریمورو
امیلی تریمورو (انگلیسی: Émilie Trimoreau؛ زادهٔ ۱۲ مهٔ ۱۹۸۱) بازیکن فوتبال اهل فرانسه است.